# 佛得角半島
14°44′41″N 17°31′13″W / 14.74472°N 17.52028°W

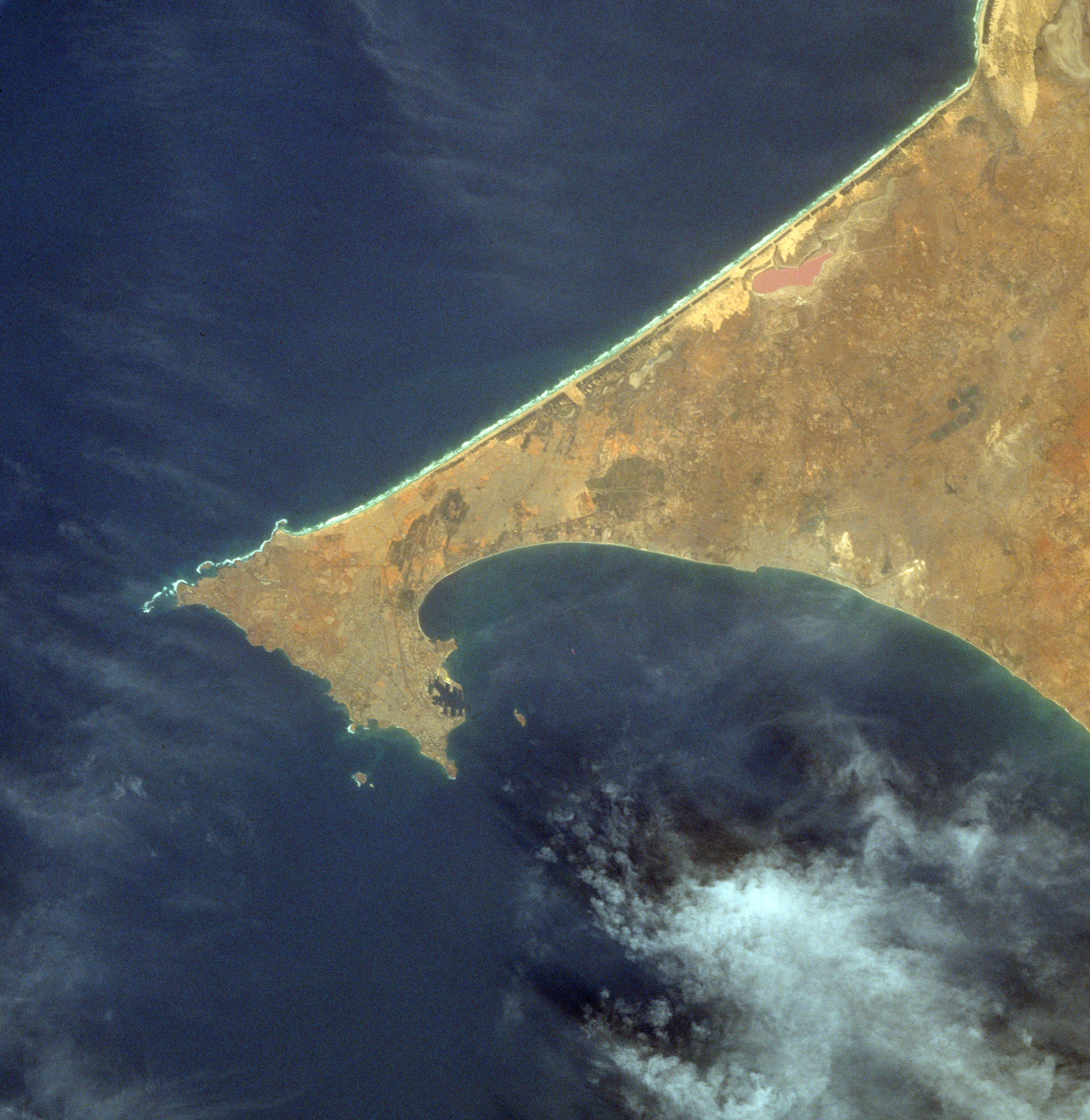
佛得角半島的衛星影像

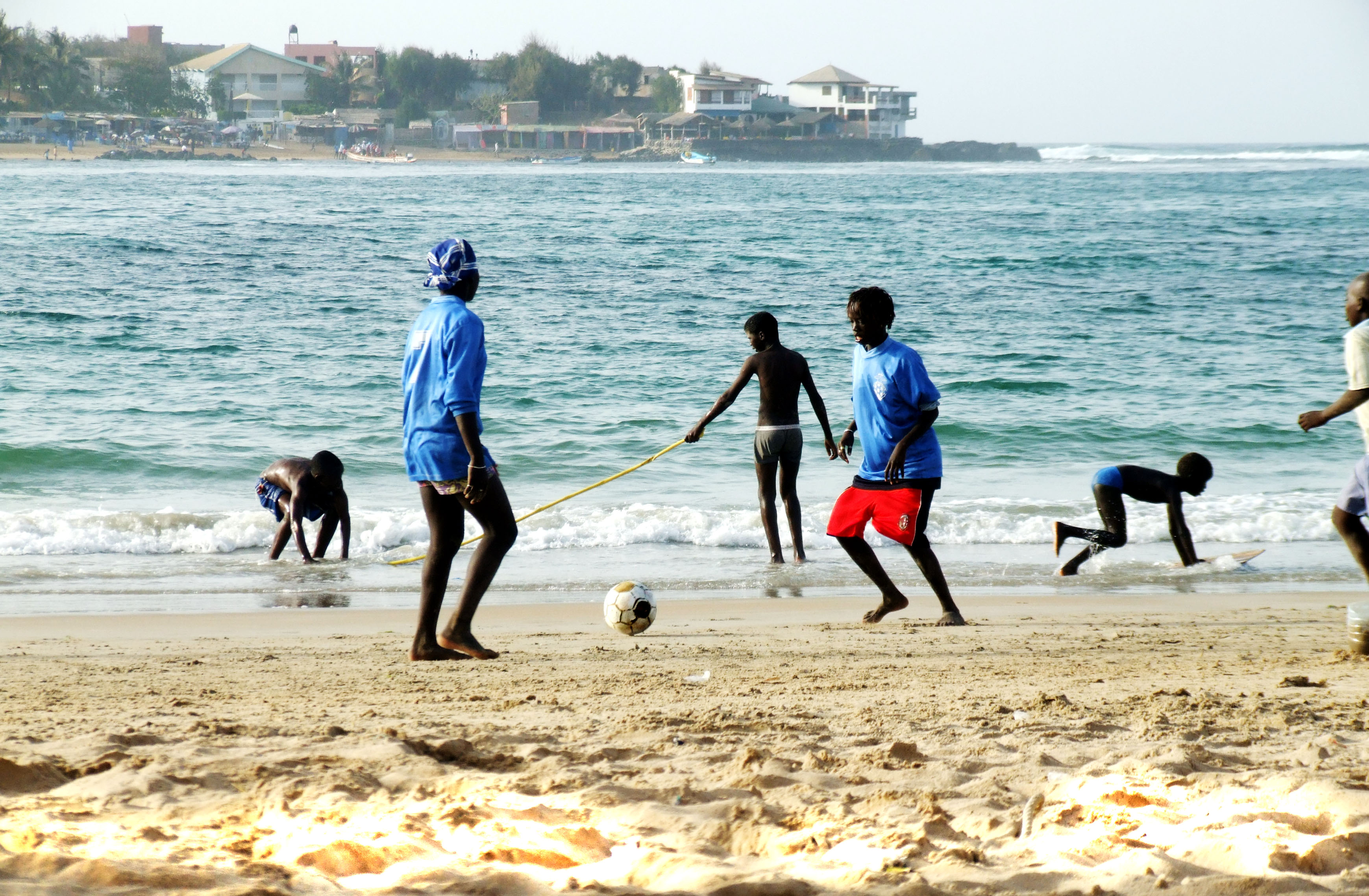
佛得角半島北端海灘

佛得角半島（Cap Vert）是塞內加爾的半島，處於非洲大陸的最西端，距離佛得角島嶼以東560公里。居民主要是農民和漁民，從1444年開始是非洲和歐洲貿易的轉口港，在1857年法國在半島上建立現為塞內加爾首都的達喀爾。

## 外部連結
- Satellite picture by Google Maps （页面存档备份，存于）